# Holocentrus rufus
Espèce

Holocentrus rufus, aussi anciennement appelé Marignon soldat par la FAO, est une espèce de poissons de la famille des Holocentridés. Répartis en Atlantique ouest, les plus grands individus peuvent atteindre 32 cm à 35 cm..

## Galerie

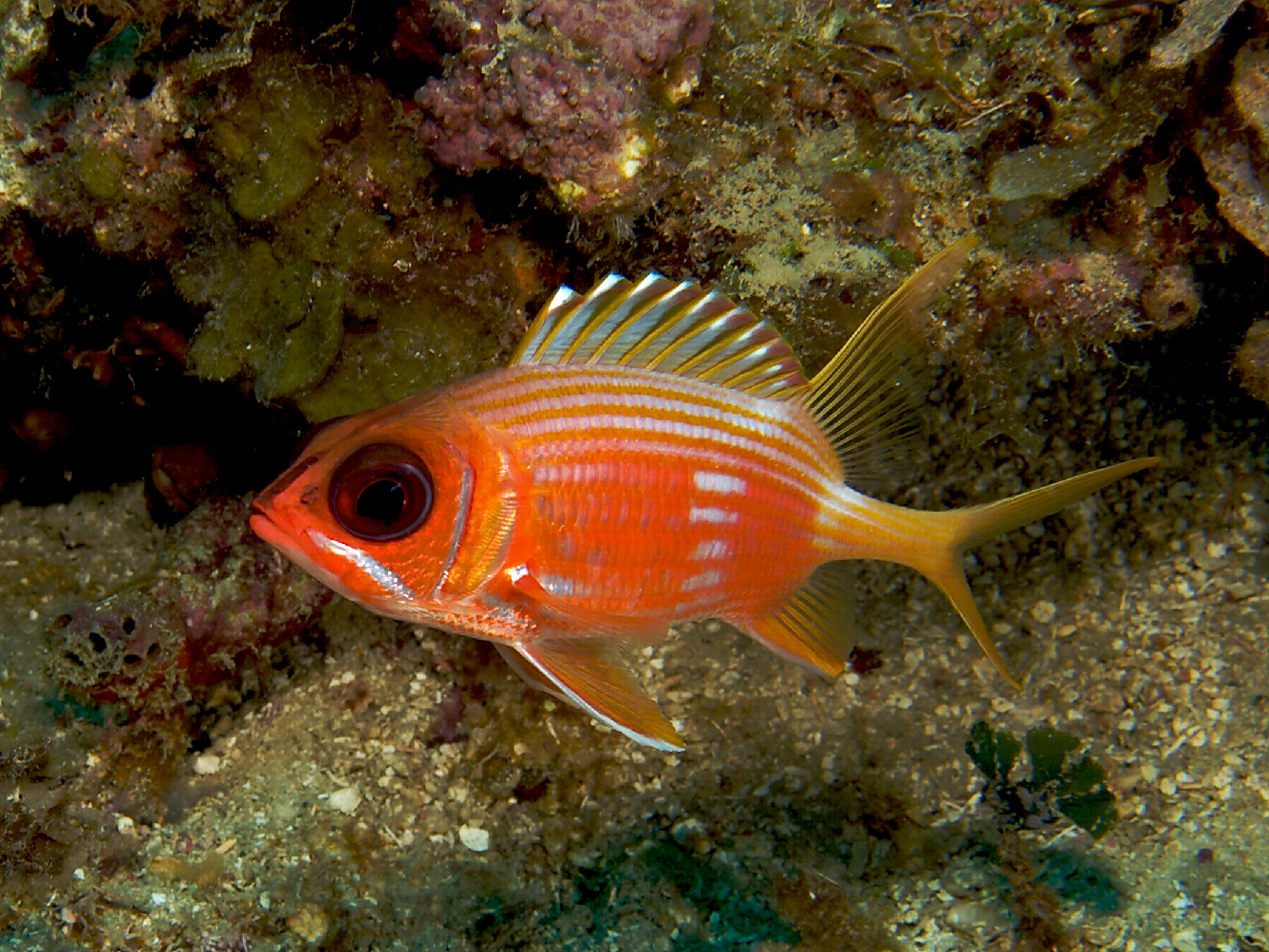
Holocentrus rufus